# Baszta Bramy Bolesławieckiej
Baszta Bramy Bolesławieckiej (również Baszta Głodowa; niem. Bunzlauer Turm, pot. Baszta Bolesławiecka, Wieża Bramy Bolesławieckiej, Wieża Bolesławiecka) – zabytkowa, średniowieczna budowla o charakterze obronnym w Lwówku Śląskim. Stanowi część dawnych fortyfikacji miejskich. Zlokalizowana jest w północnej części starego miasta, w pobliżu Lwóweckiego Ośrodka Kultury przy skrzyżowaniu ulic Bolesława Chrobrego, al. Wojska Polskiego i Przyjaciół Żołnierza.
Blisko baszty przebiegają ruchliwe arterie miejskie – Droga Powiatowa nr 2541D (część al. Wojska Polskiego) i Droga Wojewódzka nr 297 (ulice: Przyjaciół Żołnierza i al. Wojska Polskiego). Nieopodal baszty znajduje się Lwówecki Ośrodek Kultury.

## Nazwa
Nazwa obiektu pochodzi od Bolesławca – miasta, do którego prowadzi droga od baszty. W ten sam sposób nazwano także inne miejskie bramy i baszty.

## Historia

### Średniowiecze
Basztę Bramy Bolesławieckiej wzniesiono prawdopodobnie już na przełomie XIII i XIV wieku. Została przebudowana w XVI stuleciu. Baszta służyła przez długi czas  jako loch głodowy, następnie magazyn lodu, by przed II wojną światową zostać ruiną bez dachu. Po II wojnie światowej wieżę odbudowano, a w latach 70. XX wieku baszta służyła jako pracownia lokalnego artysty Mieczysława Żołądzia. W 2018 r. wieża wraz z murami obronnymi przeszła kompleksową renowację polegającą na oczyszczeniu kamienia i wymianie pokrycia dachowego.

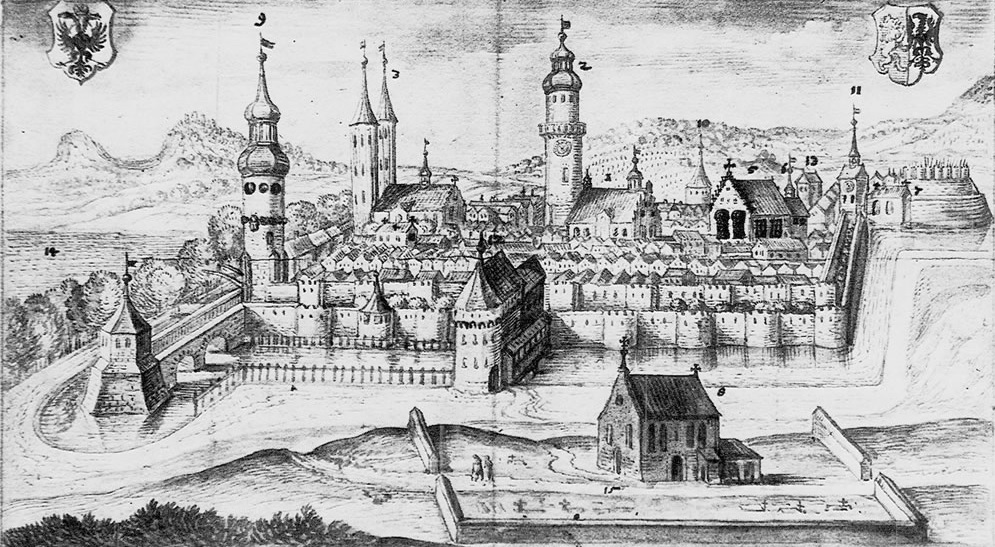
Baszta Bramy Bolesławieckiej (nr 10 na środku) na panoramie miasta z XVI wieku

## Symbol Lwówka Śląskiego
Baszta Bramy Bolesławieckiej jest jednym z najbardziej rozpoznawalnych symboli miasta. W formie stylizowanej chętnie jest umieszczana na: kartkach pocztowych, pamiątkach, monetach okolicznościowych, logach i symbolach. Zabytkowy obiekt uznaje się za jedną z wizytówek Lwówka Śląskiego.